# Мазура Микола Петрович
Мазур Микола Петрович (7 грудня 1951) — український науковець. Доктор технічних наук (2000), професор (2001).

## Біографія
Закінчив Хмельницький технологічний інститут побутових обслуговування (1974), за спеціальністю «Технологія машинобудування, металорізальні верстати та інструменти».
Після закінчення інституту деякий час працював інженером-технологом на Хмельницькому заводі термопластавтоматів. Потім — служба в лавах Радянській армії артилеристом (НДР).
Після служби в армії працював асистентом кафедри технології машинобудування ХТІПО, а 1978 року вступив до аспірантури Тульського політехнічного інституту. Кандидатську дисертацію захистив 1981 року.
Після закінчення аспірантури працював старшим викладачем, доцентом кафедри технології машинобудування, а з 1983 року — заступником декана механічного факультету ХТІПО.
Закінчивши 1989 року курси французької мови при Київському державному університеті, стажувався у Франції (1989 р., університет м. Монпельї).
У 1989—1993 рр. працював професором інституту механіки м. Ум-Ель-Буагі (Алжир). Читав лекції з технології машинобудування, метрології, базових і основних технологій. Видав декілька підручників із вищевказаних дисциплін французькою мовою. Після повернення до Хмельницького технологічного інституту працював доцентом кафедри технології машинобудування, а з 1996 року виконував обов'язки заступника завідувача кафедри технології машинобудування.
У 1999 році захистив у НТУУ «Київський політехнічний інститут» докторську дисертацію зі спеціальності 05.03.01 на тему «Розробка теоретичних основ та практичне використання термомеханічної моделі обробки пластичних матеріалів» (науковий консультант — проф. Остафьєв В. О.).
У 2000 році був обраний професором кафедри технології машинобудування, а з 03.04.2000 року — завідувачем цієї ж кафедри.
У 2001 році, у зв'язку із розгортанням системи дистанційного навчання в університеті, виконував обов'язки директора центру дистанційного навчання при Інституті заочного і дистанційного навчання Технологічного університету Поділля, який з 2003 року став факультетом. За його участю з 2002 року розпочато навчання за 10 спеціальностями дистанційної форми.
Сфера наукових досліджень: термомеханіка моделі процесу різання і зношування інструментів під час оброблення пластичних матеріалів; аналітичні моделі, що описують у взаємозв'язок контактні явища, зношування, поле напружень і т-р у зоні деформації та в зоні тертя.

## Наукові праці
- Основи теорії різання матеріалів: Підруч. Л., 2000 2010 (співавт.);
- Інформаційне, методичне та організаційне забезпечення дистанційного навчання у вищих навчальних закладах України. С., 2013 (співавт.); * Усовершенствование аналитических методов расчетов температурных полей в системе резания // Вектор науки Тольяттин. ун-та. 2015. № 3—1
- Розроблення системи of-line проміжного (модульного) тестування з фото-відео фіксацією, яка стимулює студента до виконання вимог і правил проведення контрольних заходів // Інформ. технології в освіті. 2015. № 22 (співавт.).

## Нагороди та відзнаки
- Орден «За заслуги» II ступеня (2014)[2]
- Нагороджений почесним знаком «Відмінник вищої освіти України»